# Taxicab-Zahl
In der Mathematik ist die {\displaystyle n}-te Taxicab-Zahl definiert als die kleinste natürliche Zahl, die sich auf {\displaystyle n} verschiedene Arten als Summe zweier Kubikzahlen darstellen lässt. Godfrey Harold Hardy und E. M. Wright haben bewiesen, dass es für jede natürliche Zahl {\displaystyle n} eine Taxicab-Zahl {\displaystyle \operatorname {Ta} (n)} gibt. Der Beweis sagt jedoch nichts über die Werte dieser Zahlen aus, sodass sie nur mit großem (computerunterstütztem) Aufwand gefunden werden können.
Ihren Namen verdankt sie einer berühmten Anekdote von Hardy. Er besuchte Ramanujan am Krankenbett und erwähnte, dass er mit einem Taxi der Nummer {\displaystyle 1\,729} gekommen sei, was Hardy für eine uninteressante Zahl hielt. Ramanujan fand dies nicht, indem er Hardy die oben erwähnten Eigenschaften darlegte.

## Bekannte Taxicab-Zahlen
Die folgenden sechs Taxicab-Zahlen sind bekannt (Folge A011541 in OEIS):
{\displaystyle {\begin{aligned}\operatorname {Ta} (1)&=2\\&=1^{3}+1^{3}\end{aligned}}}
{\displaystyle {\begin{aligned}\operatorname {Ta} (2)&=1\,729\\&=1^{3}+12^{3}\\&=9^{3}+10^{3}\end{aligned}}}
{\displaystyle {\begin{aligned}\operatorname {Ta} (3)&=87\,539\,319\\&=167^{3}+436^{3}\\&=228^{3}+423^{3}\\&=255^{3}+414^{3}\end{aligned}}}
{\displaystyle {\begin{aligned}\operatorname {Ta} (4)&=6\,963\,472\,309\,248\\&=2\,421^{3}+19\,083^{3}\\&=5\,436^{3}+18\,948^{3}\\&=10\,200^{3}+18\,072^{3}\\&=13\,322^{3}+16\,630^{3}\end{aligned}}}
{\displaystyle {\begin{aligned}\operatorname {Ta} (5)&=48\,988\,659\,276\,962\,496\\&=38\,787^{3}+365\,757^{3}\\&=107\,839^{3}+362\,753^{3}\\&=205\,292^{3}+342\,952^{3}\\&=221\,424^{3}+336\,588^{3}\\&=231\,518^{3}+331\,954^{3}\end{aligned}}}
{\displaystyle {\begin{aligned}\operatorname {Ta} (6)&=24\,153\,319\,581\,254\,312\,065\,344\\&=582\,162^{3}+28\,906\,206^{3}\\&=3\,064\,173^{3}+28\,894\,803^{3}\\&=8\,519\,281^{3}+28\,657\,487^{3}\\&=16\,218\,068^{3}+27\,093\,208^{3}\\&=17\,492\,496^{3}+26\,590\,452^{3}\\&=18\,289\,922^{3}+26\,224\,366^{3}\end{aligned}}}

## Obere Schranken für Taxicab-Zahlen
Für die nachfolgenden sechs Taxicab-Zahlen sind obere Schranken bekannt:
{\displaystyle {\begin{aligned}\operatorname {Ta} (7)&\leq 24\,885\,189\,317\,885\,898\,975\,235\,988\,544\\&=2\,648\,660\,966^{3}+1\,847\,282\,122^{3}\\&=2\,685\,635\,652^{3}+1\,766\,742\,096^{3}\\&=2\,736\,414\,008^{3}+1\,638\,024\,868^{3}\\&=2\,894\,406\,187^{3}+860\,447\,381^{3}\\&=2\,915\,734\,948^{3}+459\,531\,128^{3}\\&=2\,918\,375\,103^{3}+309\,481\,473^{3}\\&=2\,919\,526\,806^{3}+58\,798\,362^{3}\end{aligned}}}
{\displaystyle {\begin{aligned}\operatorname {Ta} (8)&\leq 50\,974\,398\,750\,539\,071\,400\,590\,819\,921\,724\,352\\&=299\,512\,063\,576^{3}+288\,873\,662\,876^{3}\\&=336\,379\,942\,682^{3}+234\,604\,829\,494^{3}\\&=341\,075\,727\,804^{3}+224\,376\,246\,192^{3}\\&=347\,524\,579\,016^{3}+208\,029\,158\,236^{3}\\&=367\,589\,585\,749^{3}+109\,276\,817\,387^{3}\\&=370\,298\,338\,396^{3}+58\,360\,453\,256^{3}\\&=370\,633\,638\,081^{3}+39\,304\,147\,071^{3}\\&=370\,779\,904\,362^{3}+7\,467\,391\,974^{3}\end{aligned}}}
{\displaystyle {\begin{aligned}\operatorname {Ta} (9)&\leq 136\,897\,813\,798\,023\,990\,395\,783\,317\,207\,361\,432\,493\,888\\&=41\,632\,176\,837\,064^{3}+40\,153\,439\,139\,764^{3}\\&=46\,756\,812\,032\,798^{3}+32\,610\,071\,299\,666^{3}\\&=47\,409\,526\,164\,756^{3}+31\,188\,298\,220\,688^{3}\\&=48\,305\,916\,483\,224^{3}+28\,916\,052\,994\,804^{3}\\&=51\,094\,952\,419\,111^{3}+15\,189\,477\,616\,793^{3}\\&=51\,471\,469\,037\,044^{3}+8\,112\,103\,002\,584^{3}\\&=51\,518\,075\,693\,259^{3}+5\,463\,276\,442\,869^{3}\\&=51\,530\,042\,142\,656^{3}+4\,076\,877\,805\,588^{3}\\&=51\,538\,406\,706\,318^{3}+1\,037\,967\,484\,386^{3}\end{aligned}}}
{\displaystyle {\begin{aligned}\operatorname {Ta} (10)&\leq 7\,335\,345\,315\,241\,855\,602\,572\,782\,233\,444\,632\,535\,674\,275\,447\,104\\&=15\,695\,330\,667\,573\,128^{3}+15\,137\,846\,555\,691\,028^{3}\\&=17\,627\,318\,136\,364\,846^{3}+12\,293\,996\,879\,974\,082^{3}\\&=17\,873\,391\,364\,113\,012^{3}+11\,757\,988\,429\,199\,376^{3}\\&=18\,211\,330\,514\,175\,448^{3}+10\,901\,351\,979\,041\,108^{3}\\&=19\,262\,797\,062\,004\,847^{3}+5\,726\,433\,061\,530\,961^{3}\\&=19\,404\,743\,826\,965\,588^{3}+3\,058\,262\,831\,974\,168^{3}\\&=19\,422\,314\,536\,358\,643^{3}+2\,059\,655\,218\,961\,613^{3}\\&=19\,426\,825\,887\,781\,312^{3}+1\,536\,982\,932\,706\,676^{3}\\&=19\,429\,379\,778\,270\,560^{3}+904\,069\,333\,568\,884^{3}\\&=19\,429\,979\,328\,281\,886^{3}+391\,313\,741\,613\,522^{3}\end{aligned}}}
{\displaystyle {\begin{aligned}\operatorname {Ta} (11)&\leq 2\,818\,537\,360\,434\,849\,382\,734\,382\,145\,310\,807\,703\,728\,251\,895\,897\,826\,621\,632\\&=11\,410\,505\,395\,325\,664\,056^{3}+11\,005\,214\,445\,987\,377\,356^{3}\\&=12\,815\,060\,285\,137\,243\,042^{3}+8\,937\,735\,731\,741\,157\,614^{3}\\&=12\,993\,955\,521\,710\,159\,724^{3}+8\,548\,057\,588\,027\,946\,352^{3}\\&=13\,239\,637\,283\,805\,550\,696^{3}+7\,925\,282\,888\,762\,885\,516^{3}\\&=13\,600\,192\,974\,314\,732\,786^{3}+6\,716\,379\,921\,779\,399\,326^{3}\\&=14\,004\,053\,464\,077\,523\,769^{3}+4\,163\,116\,835\,733\,008\,647^{3}\\&=14\,107\,248\,762\,203\,982\,476^{3}+2\,223\,357\,078\,845\,220\,136^{3}\\&=14\,120\,022\,667\,932\,733\,461^{3}+1\,497\,369\,344\,185\,092\,651^{3}\\&=14\,123\,302\,420\,417\,013\,824^{3}+1\,117\,386\,592\,077\,753\,452^{3}\\&=14\,125\,159\,098\,802\,697\,120^{3}+657\,258\,405\,504\,578\,668^{3}\\&=14\,125\,594\,971\,660\,931\,122^{3}+284\,485\,090\,153\,030\,494^{3}\end{aligned}}}
{\displaystyle {\begin{aligned}\operatorname {Ta} (12)&\leq 73\,914\,858\,746\,493\,893\,996\,583\,617\,733\,225\,161\,086\,864\,012\,865\,017\,882\,136\,931\,801\,625\,152\\&=33\,900\,611\,529\,512\,547\,910\,376^{3}+32\,696\,492\,119\,028\,498\,124\,676^{3}\\&=38\,073\,544\,107\,142\,749\,077\,782^{3}+26\,554\,012\,859\,002\,979\,271\,194^{3}\\&=38\,605\,041\,855\,000\,884\,540\,004^{3}+25\,396\,279\,094\,031\,028\,611\,792^{3}\\&=39\,334\,962\,370\,186\,291\,117\,816^{3}+23\,546\,015\,462\,514\,532\,868\,036^{3}\\&=40\,406\,173\,326\,689\,071\,107\,206^{3}+19\,954\,364\,747\,606\,595\,397\,546^{3}\\&=41\,606\,042\,841\,774\,323\,117\,699^{3}+12\,368\,620\,118\,962\,768\,690\,237^{3}\\&=41\,912\,636\,072\,508\,031\,936\,196^{3}+6\,605\,593\,881\,249\,149\,024\,056^{3}\\&=41\,950\,587\,346\,428\,151\,112\,631^{3}+4\,448\,684\,321\,573\,910\,266\,121^{3}\\&=41\,960\,331\,491\,058\,948\,071\,104^{3}+3\,319\,755\,565\,063\,005\,505\,892^{3}\\&=41\,965\,847\,682\,542\,813\,143\,520^{3}+1\,952\,714\,722\,754\,103\,222\,628^{3}\\&=41\,965\,889\,731\,136\,229\,476\,526^{3}+1\,933\,097\,542\,618\,122\,241\,026^{3}\\&=41\,967\,142\,660\,804\,626\,363\,462^{3}+845\,205\,202\,844\,653\,597\,674^{3}\end{aligned}}}
Die Zerlegung der oberen Schranken von {\displaystyle \operatorname {Ta} (13)} nach {\displaystyle \operatorname {Ta} (23)} ist auf einem github programm verfügbar.

### Entdeckungsgeschichte
{\displaystyle \operatorname {Ta} (2)=1\,729} ist vermöge obiger Anekdote auch als Hardy-Ramanujan-Zahl bekannt, sie wurde schon 1657 von Bernard Frénicle de Bessy publiziert.
{\displaystyle \operatorname {Ta} (3)=87\,539\,319} wurde 1957 von John Leech entdeckt.
{\displaystyle \operatorname {Ta} (4)} wurde 1991 von dem Amateur-Zahlentheoretiker E. Rosenstiel gefunden
{\displaystyle \operatorname {Ta} (5)} wird seit 1999 David W. Wilson verdankt. Unabhängig davon fand wenige Monate später auch Daniel Bernstein diese Zahl.
{\displaystyle \operatorname {Ta} (6)} wurde 2003 entdeckt. Zuvor hatte 1998 Daniel Bernstein schon eine obere Schranke angegeben.

## Verallgemeinerte Taxicab-Zahl
Als verallgemeinerte Taxicab-Zahlen bezeichnet man eine Abwandlung der gewöhnlichen Taxicab-Zahlen. Die Definition lautet:
{\displaystyle \operatorname {Taxicab} (k,j,n)} ist die kleinste natürliche Zahl, die auf {\displaystyle n} verschiedene Arten als Summe von {\displaystyle j\,} {\displaystyle k}-ten Potenzen ausgedrückt werden kann.
Für {\displaystyle j=2} (Summe von 2 ...) und {\displaystyle k=3} (... Kubikzahlen) handelt es sich um die „gewöhnlichen“ Taxicab-Zahlen.
Für {\displaystyle j=3} (Summe von 3 ...) und {\displaystyle k=3} (... Kubikzahlen) ist z. B. folgende Lösung bekannt:
{\displaystyle \operatorname {Taxicab} (3,3,4)=13\,896=1^{3}+12^{3}+23^{3}=2^{3}+4^{3}+24^{3}=4^{3}+18^{3}+20^{3}=9^{3}+10^{3}+23^{3}}.
Leonhard Euler zeigte, dass gilt:
{\displaystyle \operatorname {Taxicab} (4,2,2)=635\,318\,657=59^{4}+158^{4}=133^{4}+134^{4}}.
Stuart Gascoigne zeigte, dass {\displaystyle 2{,}6\cdot 10^{26}} eine untere Schranke für {\displaystyle \operatorname {Taxicab} (4,2,3)} ist, das Analogon zu Eulers obiger Lösung, diesmal aber für drei verschiedene Arten, eine positive Zahl als Summe zweier Biquadrate darzustellen (ein explizites Beispiel ist nicht bekannt). Für {\displaystyle \operatorname {Taxicab} (4,3,n)} gibt es nach Hardy und Wright Lösungen für beliebiges {\displaystyle n} und es sind Lösungen zum Beispiel bekannt für {\displaystyle n=3,\ 4,\ 5,\ 6,\ 7,\ 8,\ 10,\ 12,\ 16,\ 18,\ 19,\ 24.} Schon bei der Summe von fünften Potenzen ist nicht bekannt, ob es Taxicab-Zahlen {\displaystyle \operatorname {Taxicab} (5,2,n)} für {\displaystyle n\geq 2} gibt.
Die Frage nach Taxicab-Zahlen ist ein Spezialfall der Frage nach Lösungen der Identitäten {\displaystyle \sum _{i=1}^{m}a_{i}^{k}=\sum _{j=1}^{n}b_{j}^{k}}. Ein anderer Spezialfall dieses Problemkreises ist die Eulersche Vermutung, eine Verallgemeinerung des Großen Fermatschen Satzes.